# Friedrich Albert Lange
Friedrich Albert Lange (Wald, 28 de setembro de 1828 — 21 de novembro de 1875) foi um filósofo e sociólogo alemão. É creditado como o fundador da Escola de Marburgo de neokantismo, ao lado do seu discípulo, Hermann Cohen. Como líder socialista, Lange foi um crítico espiritualista do materialismo marxista, favorecendo a construção de um socialismo ético e reformista, principalmente pela sua influência sobre líderes da Associação Geral dos Trabalhadores Alemães, de Ferdinand Lassalle, sobre Eduard Bernstein e os autores da Escola de Marburgo.
De 1864 a 1866, Lange compôs o Comitê Executivo da Associação dos Sindicatos Alemães (Verband Deutscher Arbeitervereine), uma organização embrionária do movimento laboral alemão. Um de seus colegas foi August Bebel, que escreveu sobre ele: "foi um dos homens mais amigáveis que eu já conheci. Ele ganhava os corações à primeira vista", definindo-o também como um homem de "caráter firme".
Sua principal obra, História do Materialismo (Geschichte des Materialismus), é uma exposição didática dos seus princípios. De acordo com Lange, pensar claramente sobre o materialismo é refutá-lo.